# Bibič
Bibič je priimek v Sloveniji, ki ga je po podatkih Statističnega urada Republike Slovenije na dan 1. januarja 2010 uporabljalo 117 oseb in je med vsemi priimki po pogostosti uporabe uvrščen na 3.792. mesto.

## Znani slovenski nosilci priimka
- Adolf Bibič (1933—1996), politolog, univerzitetni profesor
- Bratko Bibič (*1957), harmonikar, improvizator, publicist
- Polde Bibič (1933—2012), igralec, gledališčnik, publicist